# Frank Bellocq
Pour les articles homonymes, voir Bellocq (homonymie).
Frank Bellocq est un acteur, réalisateur et scénariste français.
Interprète du journaliste Franki Ki dans les émissions Groland sur Canal +, Frank Bellocq est connu principalement pour être le créateur des séries WorkinGirls, Sophie et Sophie, José ou Soda (où il interprète également le rôle de Patrick le surveillant du lycée). Il est aussi le réalisateur de quelques longs métrages, son premier étant Love Addict sorti en 2018.

## Biographie
À la radio, il présente une émission l'été 2018 sur Nova, Le Royal Ping Pong Club.

## Filmographie

### Acteur

#### Cinéma
- 2010 : Il reste du jambon ? d'Anne Depétrini : Pierre
- 2015 : L'Élan d'Étienne Labroue
- 2016 : Le Correspondant de Jean-Michel Ben Soussan : Monsieur Duberger
- 2016 : Amis publics de Grégory Boutboul : Éric
- 2018 : Chacun pour tous  de Vianney Lebasque
- 2020 : Belle Fille de Méliane Marcaggi
- 2022 : Maison de retraite de Thomas Gilou : directeur de supermarché

#### Télévision
- 2006 : Sept jours au Groland : Franki Ki
- 2008-2010 : Groland Magzine : Franki Ki
- 2010-2012 : Groland.con : Franki Ki
- 2011-2013 : Soda : Patrick
- 2012 - 2016 : Workingirls: Bernard
- 2012-2016 : Made in Groland : Franki Ki
- 2013 : Banzaï ! d'Étienne Labroue
- 2014 : Soda : Un trop long week-end : Patrick
- 2015 : Soda : Le Rêve américain : Patrick
- 2016 : José de Jean-Michel Ben Soussan : José/Jésus
- Depuis 2016 : Groland Le Zapoï : Franki Ki

### Réalisateur
Télévision
- 2017 : Des jours meilleurs[1],[2]
- 2020 : Frérots
- 2021 : Stuck (en cours)
- 2022 : @venir
- 2022 : Happy Nous Year
- 2024 : Le Daron

Cinéma
- 2018 : Love Addict[3]
- 2024 : L'Heureuse Élue

### Scénariste
- 2012-2016 : WorkinGirls[4]
- 2012-2013 : Sophie et Sophie
- 2014 : Soda : Un trop long week-end
- 2015 : Soda : Le Rêve américain
- 2016 : José
- 2017 : Des jours meilleurs[5],[6],[7]
- 2018 : Love Addict
- 2019 : Chacun pour tous
- 2020 : Frérots
- 2021 : Stuck (en cours)
- 2022 : @venir
- 2022 : Happy Nous Year
- 2023 : Le Daron